# Jutta Behrendt
Jutta Behrendt (Berlijn, 15 november 1960) is een Oost-Duits voormalig roeister. Behrendt maakte haar debuut met een zilveren medaille tijdens de Wereldkampioenschappen roeien 1981 in de dubbel-twee. Behrendt behaalde vier wereldtitel in de skiff tijdens de Wereldkampioenschappen roeien 1983, 1986, 1987 en 1989 en een wereldtitel in de dubbel-vier tijdens de Wereldkampioenschappen roeien 1985. Behrendt won bij haar Olympische debuut op de Olympische Zomerspelen 1988 de gouden medaille in de skiff.

## Resultaten
- Wereldkampioenschappen roeien 1981 in München  in de dubbel-twee
- Wereldkampioenschappen roeien 1983 in Duisburg  in de skiff
- Wereldkampioenschappen roeien 1985 in Hazewinkel  in de dubbel-vier
- Wereldkampioenschappen roeien 1986 in Nottingham  in de skiff
- Wereldkampioenschappen roeien 1987 in Kopenhagen  in de skiff
- Olympische Zomerspelen 1988 in Seoel  in de skiff
- Wereldkampioenschappen roeien 1989 in Bled  in de skiff

1976: Christine Scheiblich ·
1980: Sanda Toma ·
1984: Valeria Răcilă-Rosça ·
1988: Jutta Behrendt ·
1992: Elisabeta Lipă-Oleniuc ·
1996: Jekaterina Chodotovitsj ·
2000: Jekaterina Karsten ·
2004: Katrin Rutschow-Stomporowski ·
2008: Roemjana Nejkova ·
2012: Miroslava Knapková ·
2016: Kimberley Brennan-Crow ·
2020: Emma Twigg ·
2024: Karolien Florijn